# Emslandlager Aschendorfermoor
Koordinaten: 53° 1′ 48,7″ N, 7° 23′ 48,9″ O

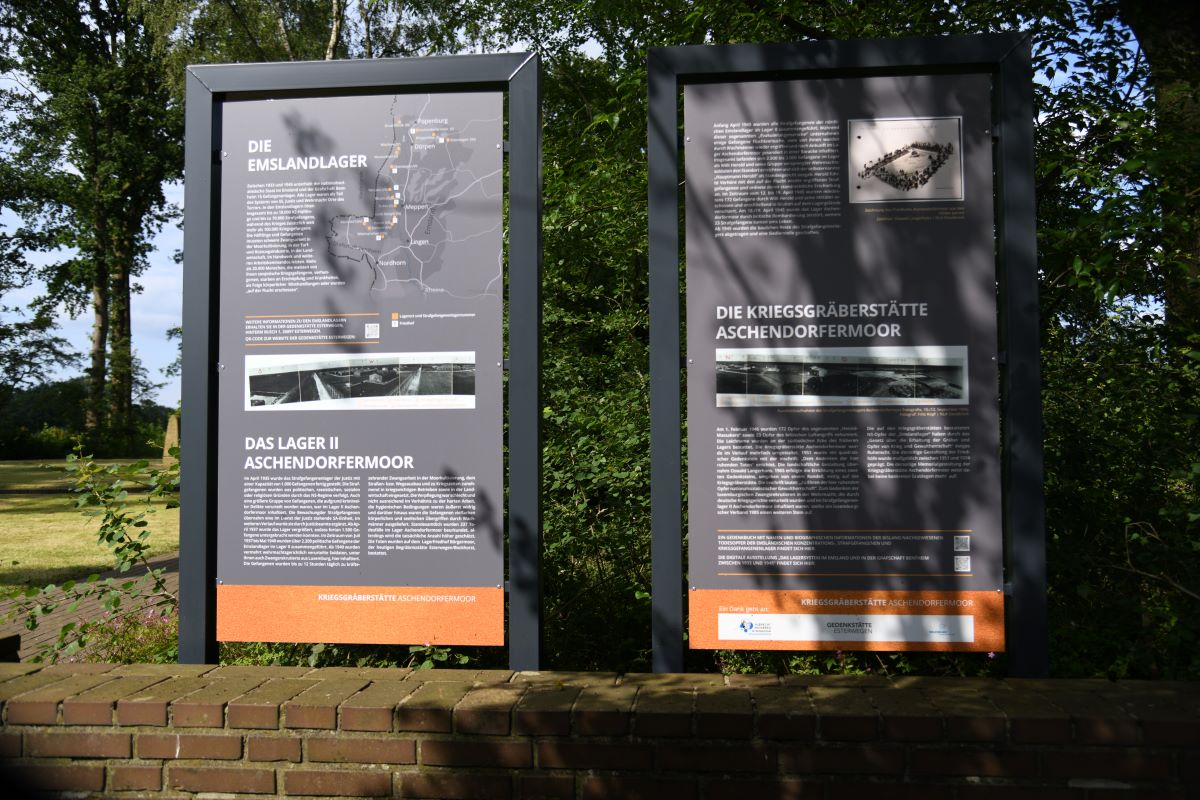
Infotafeln an der Kriegsgräberstätte Aschendorfermoor.

Das Emslandlager Aschendorfermoor, auch Lager II genannt, war ein nationalsozialistisches Strafgefangenenlager, das im April 1935 errichtet wurde. Es lag im heutigen Ortsteil Aschendorfermoor der Stadt Papenburg und war eines von insgesamt 15 Emslandlagern. Es war für 1.000 Gefangene ausgelegt und ursprünglich als Justizgefangenenlager geplant.
Besonders bekannt wurde das Lager durch die Kriegsverbrechen des Gefreiten Willi Herold, der sich im April 1945 als Hauptmann ausgab und 172 Menschen töten ließ (sogenanntes Herold-Massaker).

## Geschichte

### 1935–1945

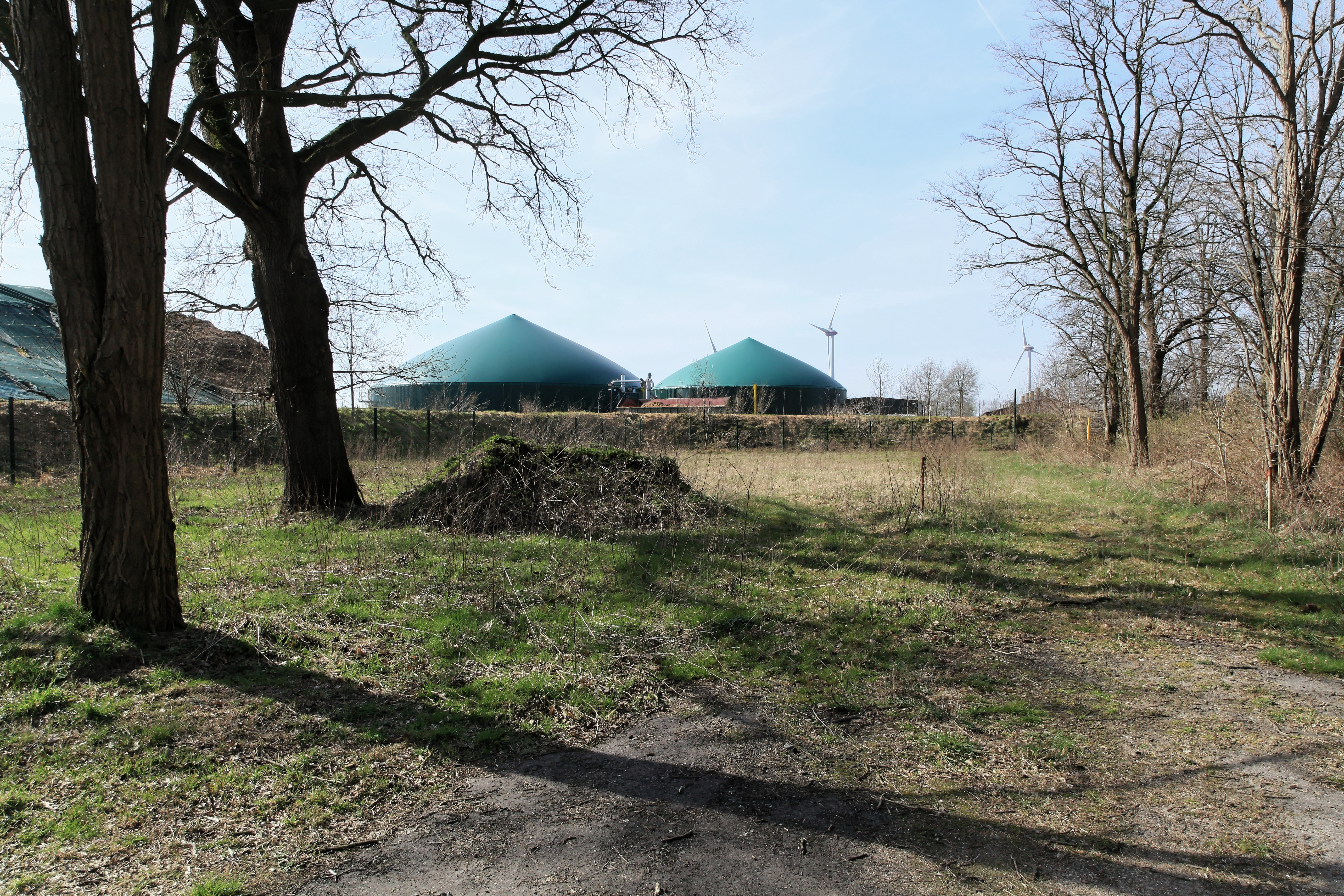
Gelände des ehemaligen Lagers

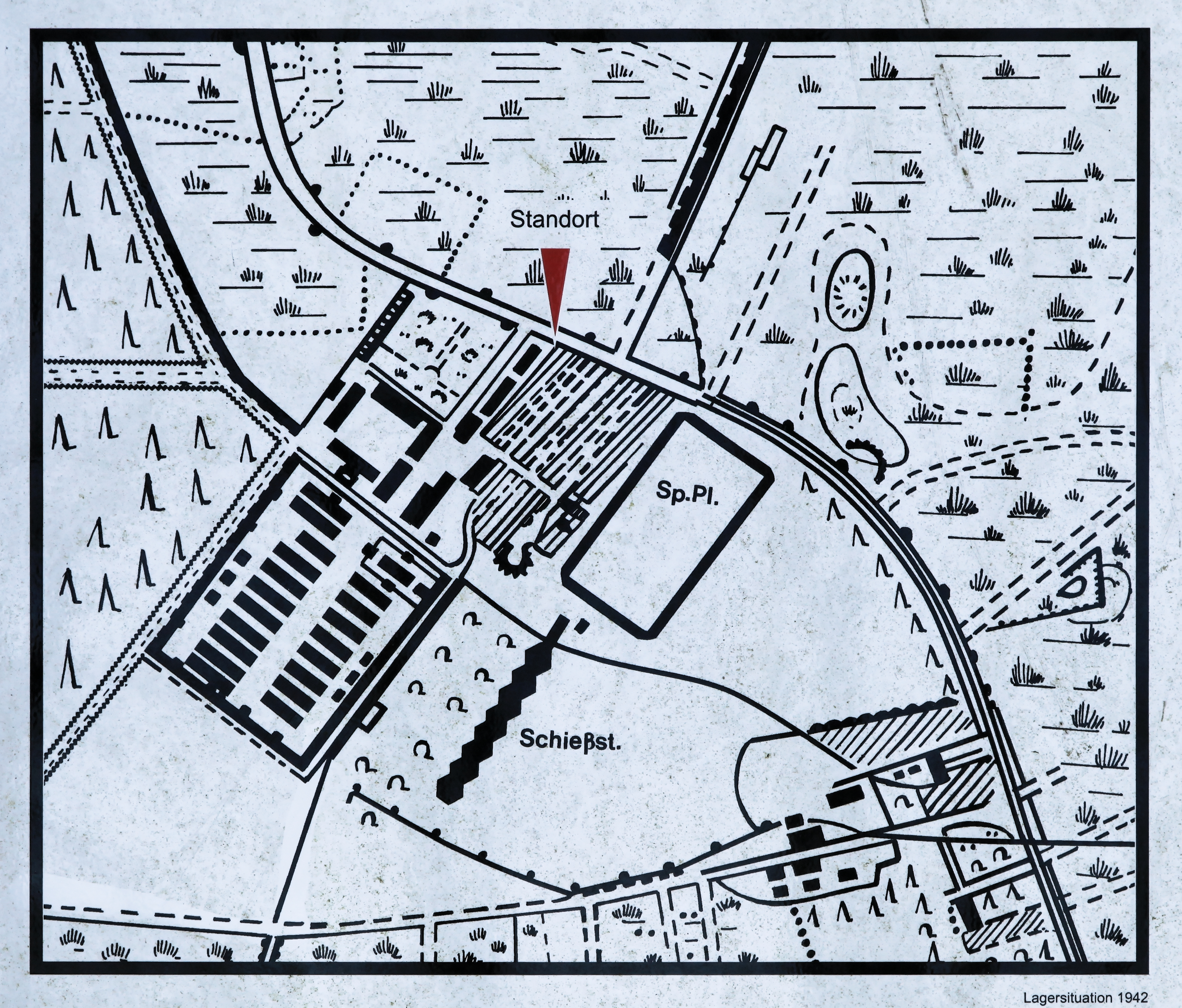
Lagerplan

Die Gefangenen kamen aus dem gesamten Deutschen Reich und waren meist zu Zuchthausstrafen verurteilt. Die Lagerinsassen mussten Arbeiten im Moor verrichten. Dazu zählten das Stechen von Torf, die Entwässerung des Geländes sowie Straßen- und Wegebau. Neben langer und harter Arbeit sowie schlechter Versorgung mussten sie auch körperliche und psychische Misshandlungen der SA-Wachmannschaften ertragen. Am 20. Januar 1936 versuchten elf Strafgefangene im Schneegestöber beim Torfladen zu fliehen. Der Fluchtversuch schlug jedoch fehl. Die Flüchtlinge wurden erneut ergriffen, einer von ihnen starb durch Schussverletzungen.
Im April 1937 wurde das Lager ausgebaut und bot nun Platz für 1.500 Gefangene. Sie wurden von 300 SA- und Justizbeamten bewacht, für die eigens ein „Vergnügungspark“ angelegt wurde. Vom Juli 1937 bis zum Mai 1940 wurden alle politischen Gefangenen der Emslandlager nach Aschendorfermoor verlegt. Dies betraf im Verlauf der Jahre ungefähr 2.200 Gefangene. Die Gefangenen wurden ab 1939 auch als Erntehelfer eingesetzt, da bedingt durch den Überfall der Deutschen auf Polen zu wenig Helfer zur Verfügung standen, um die Ernte einzuholen.
Ab 1940 wurden in Lager II vorwiegend von Wehrmachtgerichten Verurteilte inhaftiert. Sie machten spätestens ab 1942 die Hälfte aller Gefangenen aus. Die Gefangenen wurden der Fahnenflucht, der unerlaubten Entfernung von der Truppe oder der Wehrkraftzersetzung beschuldigt.
Ab 1941 wurden die Gefangenen auch in der Rüstungsindustrie eingesetzt.
Bis 1945 starben im Strafgefangenenlager Aschendorfermoor infolge der schlechten Versorgung und der Misshandlungen 237 Menschen.

### Kriegsende 1945
In der Endphase des Zweiten Weltkrieges wurden im Emslandlager Aschendorfermoor zwischen 2.500 und 3.000 Gefangene zusammengezogen. Sie sollten vor den sich nähernden alliierten Truppen in Sicherheit gebracht werden.
Am 12. April 1945 kam der Gefreite Willi Herold ins Lager und gab sich als Hauptmann der Fallschirmjäger aus. Er gab vor, Hitler habe ihm befohlen, das Lager zu übernehmen. Bis zum 18. April 1945 töteten er und seine Männer ca. 150 Menschen, von denen einige zuvor einen Fluchtversuch gewagt hatten. Am 18. und 19. April 1945 warf die britische Luftwaffe Brandbomben auf das Gelände, wobei weitere 50 Personen ihr Leben verloren und das Lager zerstört wurde. Einen Tag später befreiten polnische Panzerbesatzungen die Verbliebenen.

### Nach 1945

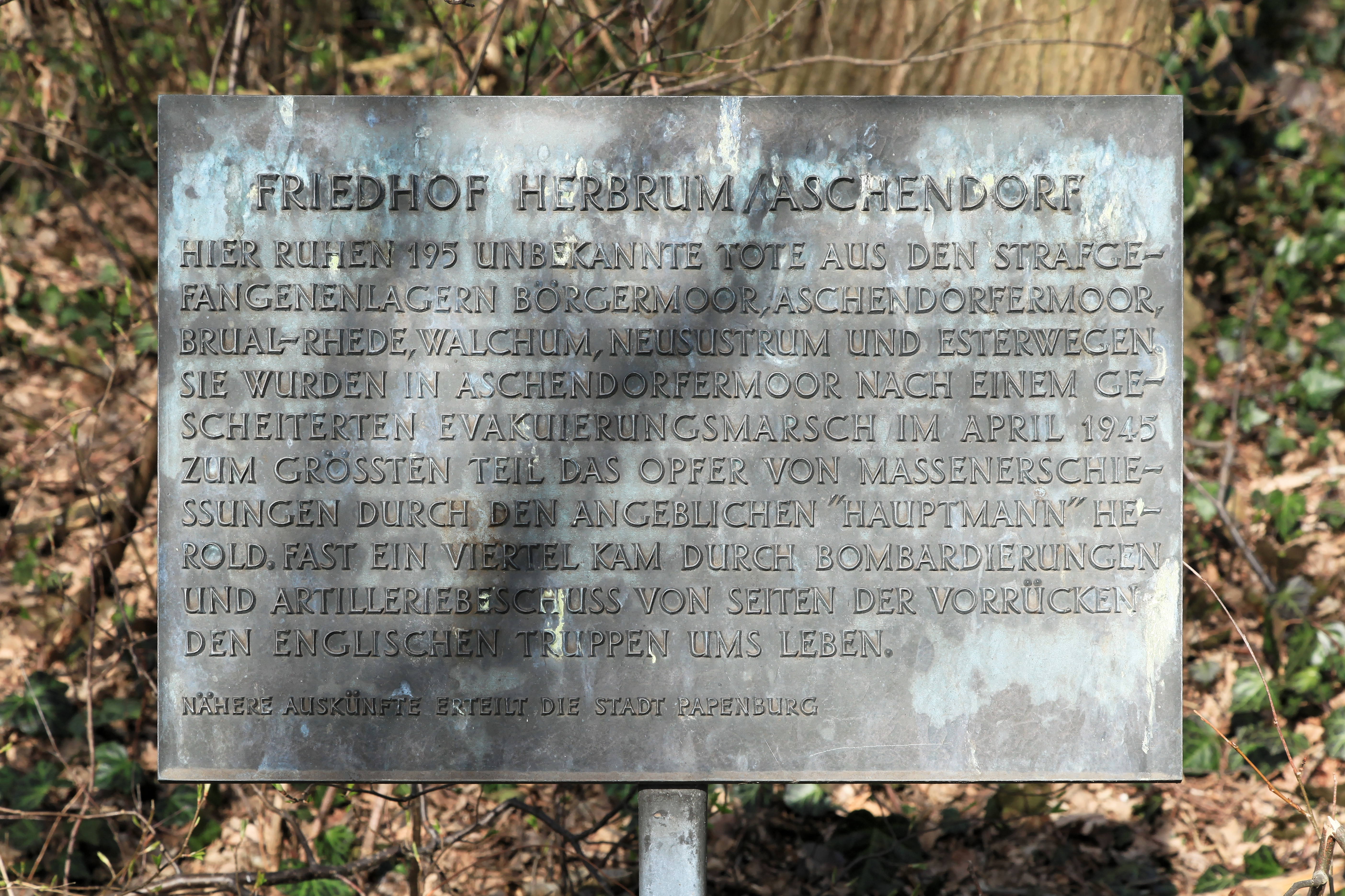
Tafel auf dem nahe gelegenen Friedhof Herbrum/Aschendorf

Nach Kriegsende konnte Willi Herold festgenommen werden. Er wurde am 29. August 1946 von einem britischen Gericht zum Tode verurteilt. Die Hinrichtung fand am 14. November 1946 statt.
Die Opfer seiner Kriegsverbrechen sind auf dem Friedhof Herbrum/Aschendorf begraben, der auch Herold-Friedhof genannt wird. Auf dem Friedhof erinnert eine Gedenktafel an die Opfer.
Bedingt durch die Zerstörung des Lagers durch die britische Luftwaffe ist heute vom Lager nicht mehr viel zu erkennen. Lediglich der „Vergnügungspark“ der Wachmannschaften ist teilweise erhalten. In ihm befinden sich lediglich noch verfallene Sitzecken und ein gemauerter Pfosten des Schlagbaumes am Eingang des Lagers.
2019 führten Wissenschaftler der Universität Osnabrück auf dem Areal des früheren Lagers  geophysikalische Prospektionen auf Spuren im Boden durch. Die Suche 
mittels Geoelektrik und Georadar galt unter anderem Massengräbern und baulichen Resten, wie Zäunen und Mauern.

## Kriegsgräberstätte Aschendorfermoor
Nachdem die Toten im April 1945 an verschiedenen Stellen am Rande des Lagers in Massengräbern verscharrt worden waren, erfolgten im Februar 1946 ihre Exhumierung und ihre Beisetzung auf dem neu angelegten Friedhof beim früheren Lagergelände. Auf dieser Gräberanlage ruhen 195 unbekannte Tote. 172 von ihnen sind zwischen dem 12. und 19. April 1945 Opfer des Herold-Massakers im Strafgefangenenlager Aschendorfermoor geworden, 23 sind Opfer der Bombardierung des Lagers.
2024 erfolgte eine neue Beschilderung der Kriegsgräberstätte im Zuge einer Kooperation der Gedenkstätte Esterwegen mit dem Volksbund Deutsche Kriegsgräberfürsorge gemeinsam mit Schülern des Albrecht-Weinberg-Gymnasiums in Rhauderfehn.

## Bekannte Häftlinge
- Fritz Erler (1913–1967),[6] Mitglied der Widerstandsgruppe Neu Beginnen, von 1964 bis 1966 Vorsitzender der SPD-Bundestagsfraktion
- Otto Kraufmann (1906–1972), damals Mitglied der KPD, von 1948 bis 1971 Stuttgarter Wirtschaftsbürgermeister
- Ernst Walsken (1909–1993), Mitglied einer Widerstandsgruppe im Rhein-Ruhr-Gebiet. Walsken schuf in der Zeit seiner Gefangenschaft 100 kleine Zeichnungen, Aquarelle und Papierschnitte, die später den Titel „Warten auf Freiheit“ erhielten.
- Hans Weber (1912–2003), Widerstandskämpfer und Mitglied der SPD